# 久永重勝
久永 重勝（ひさなが しげかつ）は、戦国時代から江戸時代初期の武将。

## 生涯
久永氏は石見国久永を名字の地とする賀茂氏（賀茂吉備麻呂）の末裔を称する一族で、祖父重吉の代に三河国額田郡に移って松平氏・徳川氏に仕えた。
徳川家康に仕え、元亀3年（1572年）三方ヶ原の戦い、天正3年（1575年）長篠の戦いに従軍。天正12年（1584年）小牧・長久手の戦いでは敵兵2人を射殺す武功を上げ、家康より葵紋入りの矢筒と弓立を拝領し、遠江国榛原郡に200石を与えられた。天正18年（1590年）小田原征伐、天正19年（1591年）九戸政実の乱での陸奥岩出山城出張、文禄元年（1592年）肥前名護屋城出張に従う。名護屋城出張の際には自ら銀鞘の佩刀で出仕したために家康の感心を買い、兵糧300俵を賜っている。慶長5年（1600年）関ヶ原の戦いにも従軍。
慶長8年（1603年）からは徳川秀忠に属し、武蔵国児玉郡に550石を与えられる。のち弓頭となり、同心10人足軽50人を預けられ、所領も武蔵・上野・常陸に5千2百石を与えられた（ただし、内2千石は同心足軽の知行）。慶長10年（1605年）秀忠の上洛に随行。慶長14年（1609年）武者船没収が発令されると、九鬼守隆・向井忠勝とともに淡路国へ出張している。慶長16年（1611年）常陸・下野に群盗が蜂起すると、服部保正・細井勝久と共にその鎮撫を命じられ、案内人を催してこれらを鎮定した。のち下野大光院の普請奉行となる。慶長19年（1614年）大坂冬の陣のために出陣し、休戦後の大坂城総堀埋め立ての奉行となる。慶長20年（1615年）夏の陣にも出陣。家督は子の重知が継いだ。

## 子孫
重知には鳥居成次の養女（里見忠義娘。家康養女の孫）が後妻として嫁いだとされる。重知には政勝・重之や重章らの子がいたが、政勝の早世後、鉄砲頭、持筒頭、火付盗賊改方先手頭を勤めた重之の子孫が所領を相続し、幕末に至った。上野国の所領を統治した陣屋跡が群馬県伊勢崎市東小保方町に残る。
三男の久永重章は兄から分与を受け別家を興し、徳川家光に近侍し取り立てられ、慶安4年に武蔵国多摩、安房国朝夷四郡など4千石を与えられ旗本寄合席となった。家光の死去時に重章は近臣であるのに殉死しなかった、として老中松平信綱と並んで世間に非難され、「久しく永く命が惜しいか」と揶揄された。重章の子の久永信豊は家光、家綱、綱吉に仕え、元禄11年（1698年）、元禄地方直の領地替えにより三河国安城に4千354石となり、安城陣屋に拠点を構えた。元禄赤穂事件の際に、肥後藩主細川綱利の屋敷に預けられていた主犯の大石内蔵助に対し、元禄16年（1703年）2月4日に切腹処分を伝える使者の一人となっている。以降の重章系久永家は、領地替え無く幕末に至った。